# Кизан
Киза́н (каз. Қызан) — село у складі Мангистауського району Мангистауської області Казахстану. Адміністративний центр та єдиний населений пункт Кизанської сільської адміністрації.
Населення — 1929 осіб (2021; 1997 у 2009, 1976 у 1999, 1884 у 1989).